# Synfält Framåt
Synfält Framåt var ett svenskt poddradioprogram som startades av Kristoffer Appelquist och Tobias Wahlqvist inför de olika valen 2014. Efter riksdagsvalet lades podcasten ner men startades igen inför riksdagsvalet 2018 och Europaparlamentsvalet 2019. I varje avsnitt intervjuades någon som sökt väljarnas mandat till kommun, landsting, Riksdagen eller Europaparlamentet.
Från och med avsnitt 4 är musikslingan i programmet artisten Majestee of Sweden med låten Governor.
Nedan listas de politiker som gästat programmet samt partitillhörighet.
| Nr | Politikerns namn | Politikerns namn        | Partitillhörighet      |
| -- | ---------------- | ----------------------- | ---------------------- |
| 1  |                  | Hanna Björklund         | Centerpartiet          |
| 2  |                  | Lorentz Tovatt          | Miljöpartiet           |
| 3  |                  | Jytte Guteland          | Socialdemokraterna     |
| 4  |                  | Robert Hannah           | Folkpartiet            |
| 5  |                  | Annie Lööf              | Centerpartiet          |
| 6  |                  | Christofer Fjellner     | Moderaterna            |
| 7  |                  | Jakop Dalunde           | Miljöpartiet           |
| 8  |                  | Paula Bieler            | Sverigedemokraterna    |
| 9  |                  | Ellinor Eriksson        | Socialdemokraterna     |
| 10 |                  | Anna Troberg            | Piratpartiet           |
| 11 |                  | Anders Ygeman           | Socialdemokraterna     |
| 12 |                  | Isabella Lövin          | Miljöpartiet           |
| 13 |                  | Fredrick Federley       | Centerpartiet          |
| 14 |                  | Ebba Busch Thor         | Kristdemokraterna      |
| 15 |                  | Ali Esbati              | Vänsterpartiet         |
| 16 |                  | Ulf Kristersson         | Moderaterna            |
| 17 |                  | Linda Norberg           | Moderaterna            |
| 18 |                  | Sara Skyttedal          | Kristdemokraterna      |
| 19 |                  | Gudrun Schyman          | Feministiskt initiativ |
| 20 |                  | Jimmie Åkesson          | Sverigedemokraterna    |
| 21 |                  | Adam Cwejman            | Folkpartiet            |
| 22 |                  | Hans Linde              | Vänsterpartiet         |
| 23 |                  | Olof Lavesson           | Moderaterna            |
| 24 |                  | Mathias Sundin          | Folkpartiet            |
| 25 |                  | Lena Adelsohn Liljeroth | Moderaterna            |

| Nr | Politikerns namn | Politikerns namn         | Partitillhörighet  |
| -- | ---------------- | ------------------------ | ------------------ |
| 26 |                  | Johan Pehrson            | Folkpartiet        |
| 26 |                  | Johanna Jönsson          | Centerpartiet      |
| 26 |                  | Hanif Bali               | Moderaterna        |
| 26 |                  | Niklas Nordström         | Socialdemokraterna |
| 26 |                  | Stefan Jacobsson         | Svenskarnas parti  |
| 26 |                  | Jenny Bengtsson          | Vänsterpartiet     |
| 26 |                  | Lars Stjernkvist         | Socialdemokraterna |
| 26 |                  | Carl Bildt               | Moderaterna        |
| 26 |                  | Anders Westgerd          | Normaldemokraterna |
| 26 |                  | Tomas Tobé               | Moderaterna        |
| 26 |                  | Petter Forkstam          | Miljöpartiet       |
| 26 |                  | Hanna Wagenius           | Centerpartiet      |
| 27 |                  | Stig Henriksson          | Vänsterpartiet     |
| 28 |                  | Per Bolund               | Miljöpartiet       |
| 29 |                  | Per Norbäck              | Direktdemokraterna |
| 30 |                  | Benny Lindholm           | Folkpartiet        |
| 31 |                  | Caroline Szyber          | Kristdemokraterna  |
| 32 |                  | Helene Hellmark Knutsson | Socialdemokraterna |
| 33 |                  | Lars Hjälmered           | Moderaterna        |
| 34 |                  | Hannes Hervieu           | Centerpartiet      |
| 35 |                  | Birgitta Ohlsson         | Folkpartiet        |

- Avsnitt 26 var ett Almedalsveckan-avsnitt, där flera kortare intervjuer skedde för att få med så många politiker som möjligt innan valet.